# Kuipplant

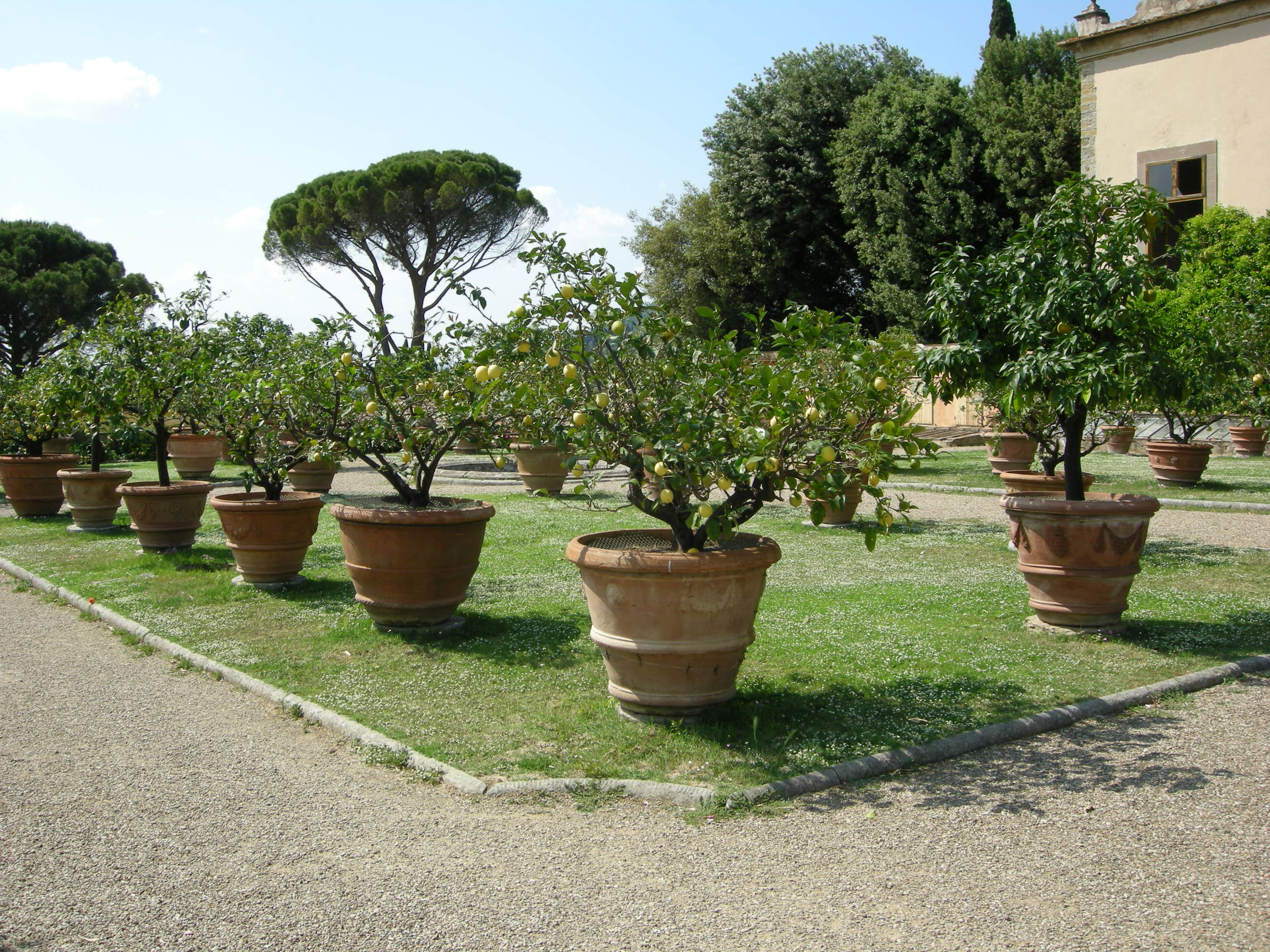
Verschillende citrusboompjes in potten (Villa Gamberaia, Toscane).

Een kuipplant is een plant die traditioneel in een oranjerie thuishoort. Zoals de naam suggereert wordt een dergelijke plant in een kuip gehouden, zodat de plant (al is het met moeite) verplaatst kan worden. De plant kan in de zomer buiten bewonderd worden en wordt voor de winter in de oranjerie gezet, alwaar ze vorstvrij gehouden wordt. 
Kuipplanten zijn meestal subtropische, soms tropische planten, die merendeels pas naar Nederland en België kwamen, nadat de handel over zee met verre continenten op gang kwam. Voorbeelden zijn citrusplanten (bijvoorbeeld een sinaasappelboom, vandaar oranjerie), laurier of oleander. De kuip zelf wordt traditioneel uit teak gemaakt.